# جيف ريتشاردسون
جيف ريتشاردسون (بالإنجليزية: Geoff Richardson)‏ (7 ديسمبر 1956 في أستراليا - ) هو لاعب كريكت أسترالي. لعب مع فريق فكتوريا للكريكت.

## وصلات خارجية
- جيف ريتشاردسون على موقع إي آس بي آن كريك إنفو (الإنجليزية)